# 森俊憲
森俊憲(もりとしのり、1971年 - )は、株式会社ボディクエスト代表取締役兼ボディデザイナーである。福岡県出身。

## 略歴
西南学院大学卒業後に京セラにて約10年間商品企画に携わる。
その後ボーダフォン（現ソフトバンクモバイル）に勤務のち、株式会社ボディクエストを立ち上げる。
体型管理カウンセリングやパーソナルトレーニング指導を行う。特別な道具や広いスペースも必要とせず、自宅などで自分の体重を負荷にして、手軽に実践できるトレーニング手法で、自身のボディデザインを実現させたメソッドを体系化したフィットネスプログラムを開発し、オンライン(遠隔指導)でありながら、オーダーメイドのパーソナルトレーニングをマンツーマンで行う。また、NPO法人日本ホリスティックビューティー協会委員を務める。

## 著書
- 読む筋トレ(ISBN 4594062172)
- へやトレ(ISBN 9784072790830)
- 人生を変える筋トレ(ISBN 4800300576)
- へやトレ実践ノート(ISBN 9784072843000)
- 筋トレセラピー(ISBN 4072823171)
- 体を芯からやわらげる健康ストレッチ(ISBN 9784522430415)
- 体脂肪燃焼術(ISBN 9784537122244)
- 「ゆるトレ」メソッド(ISBN 9784569808062)
- 部屋トレ肉体鍛錬術(ISBN 9784537122282)
- 30代から始める「タフな体」の作り方(ISBN 9784837978749)
- 40代からはじめるトレーニング―腹筋強化!腹を凹ませてメタボ撃退!(ISBN 9784537211085)
- 50代からはじめるトレーニング―自宅でメンテナンス!カッコいいオヤジのカラダづくり(ISBN 9784537211092)
- 体脂肪を効果的に燃焼+運動能力・体力UPのファンクショナルトレーニング(ISBN 9784862551887)

## メディア掲載
- 読売新聞[6]
- 読売新聞夕刊[7]
- 「COBS」[8]
- 日刊SPA[9]
- Wii『東京フレンドパークII 決定版 ～みんなで挑戦！体感アトラクション～』[10]
- 日経産業新聞[11]
- 産経新聞[12]